# NGC 2683
NGC 2683 (aufgrund ihres Aussehens auch UFO-Galaxie genannt) ist eine Spiralgalaxie mit aktivem Galaxienkern vom Hubble-Typ Sb im Sternbild Luchs am Nordsternhimmel. Sie ist je nach Messmethode zwischen 17 und 34 Millionen Lichtjahre von der Milchstraße entfernt und hat einen Durchmesser von etwa 40.000-80.000 Lj.
Im selben Himmelsareal befindet sich die Galaxie IC 2421.
Das Objekt wurde am 5. Februar 1788 vom deutsch-britischen Astronomen Wilhelm Herschel entdeckt.